# Cilastatine
La cilastatine est un inhibiteur de la déshydropeptidase (EC 3.4.13.19), ou dipeptidase membranaire humaine. Cette enzyme est présente dans les reins et dégrade l'imipénème, un antibiotique bêta-lactamine. La cilastatine n'a aucune activité antibiotique intrinsèque mais a simplement pour effet de prolonger la demi-vie de l'imipénème dans l'organisme pour en assurer l'efficacité antibactérienne.
Le méropénème, un autre antibiotique de la classe des carbapénèmes, peut être administré sans cilastatine car il n'est pas dégradé par la déshydropeptidase.
Elle fait partie de la liste des médicaments essentiels de l'Organisation mondiale de la santé (liste mise à jour en avril 2013).